# Khardaha
Khardaha (bengali খড়দহ) är en stad längs Huglifloden i Indien, och är belägen i distriktet North 24 Parganas i delstaten Västbengalen. Staden, Khardaha Municipality, ingår i Calcuttas storstadsområde och hade 108 496 invånare vid folkräkningen 2011.